# Hästlandtjärnen
Hästlandtjärnen är en sjö i Örnsköldsviks kommun i Ångermanland och ingår i Moälvens huvudavrinningsområde. Hästlandtjärnen ligger i Pengsjökomplexet Natura 2000-område.